# スーパーキッド

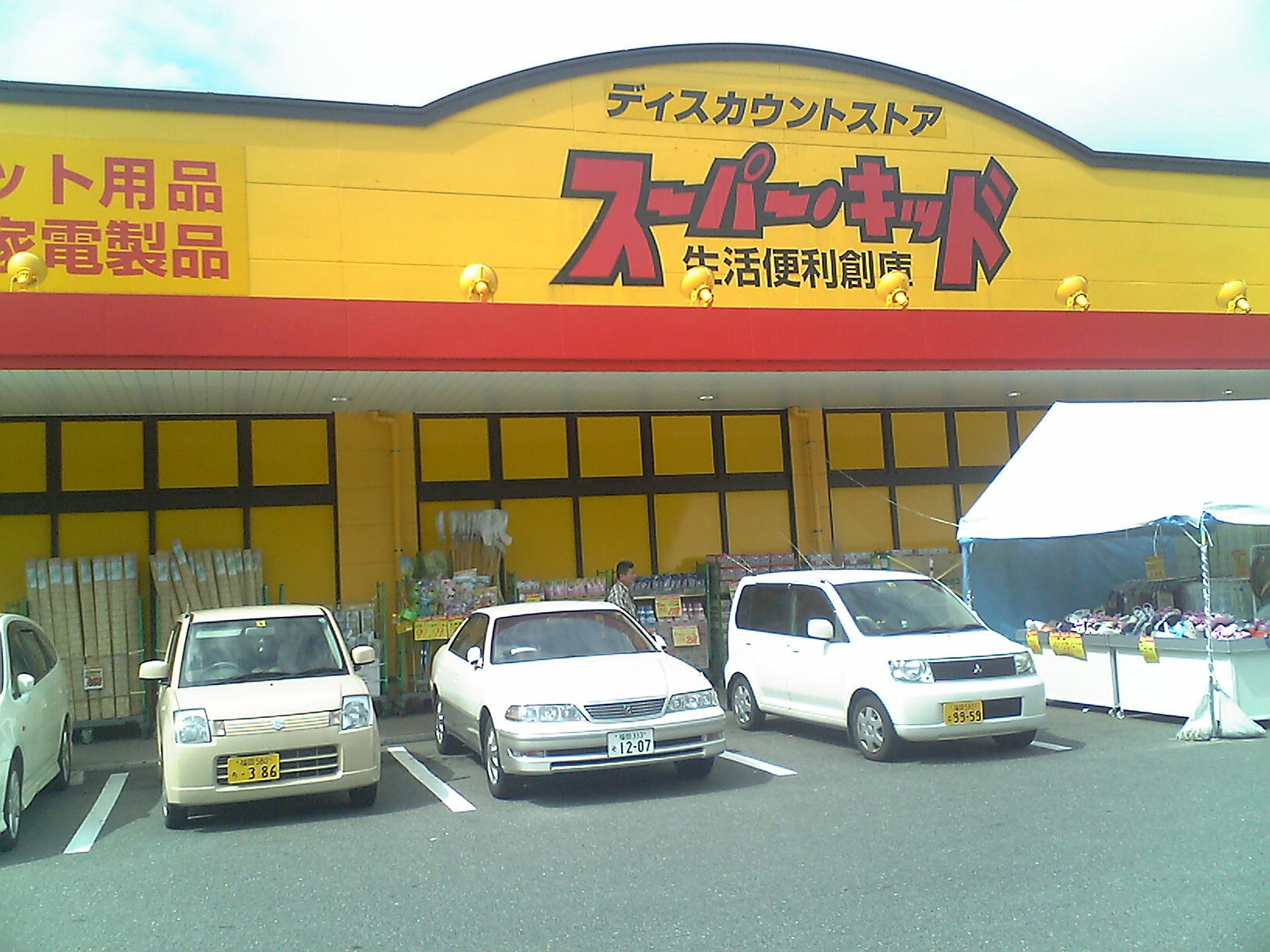
スーパーキッド前原店
（福岡県糸島市）

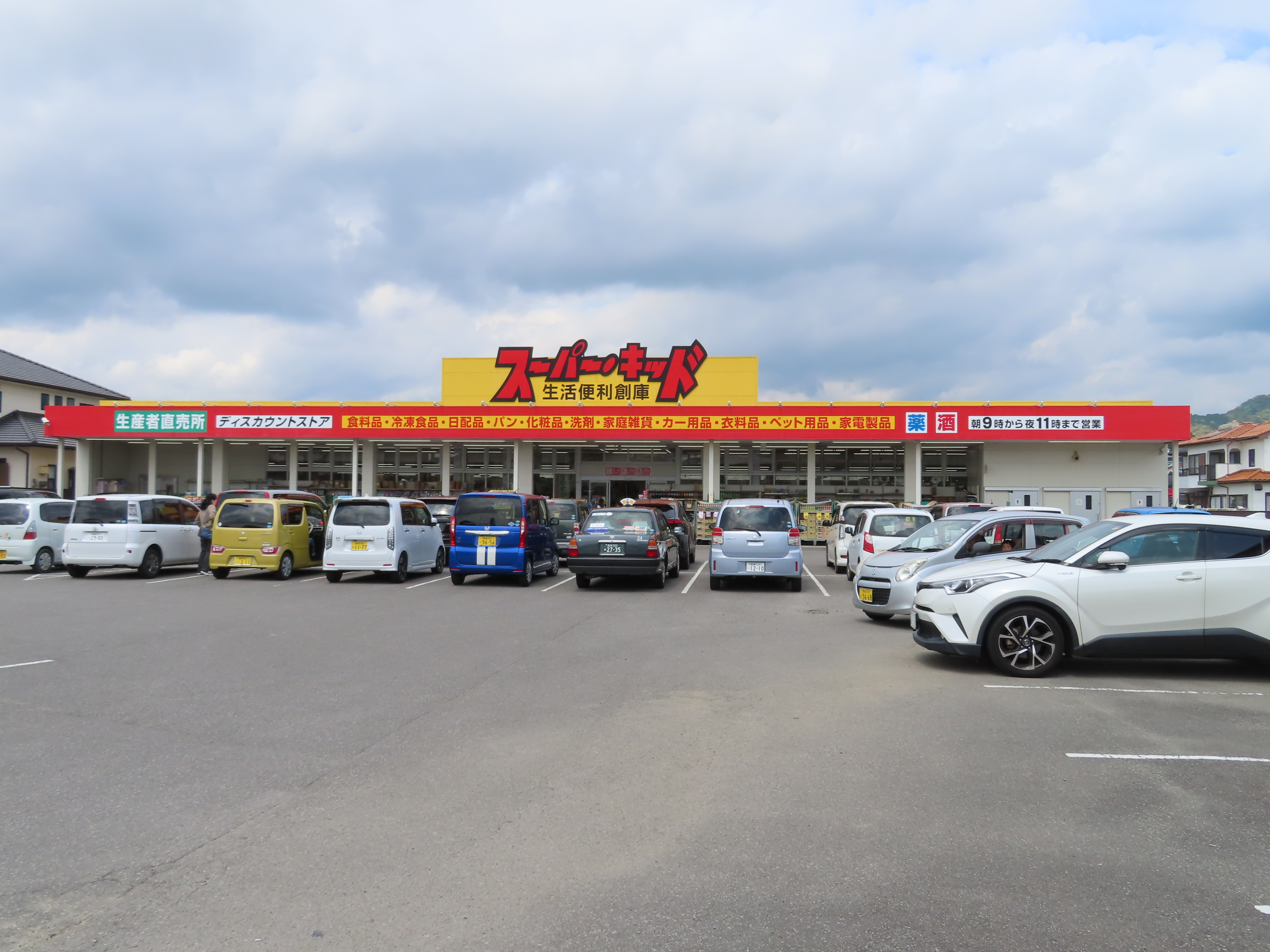
スーパーキッド延岡野田店（宮崎県延岡市）

スーパーキッドは、熊本県熊本市に本社を置く「株式会社アレス」が運営するディスカウントストアである。
熊本県を中心に九州一円に展開しており、キャッチフレーズは「生活便利創庫」。
かつては九州最大の小売チェーン「寿屋」（ラララグループ）のディスカウントストア部門であった。

## 概要
- 「キッド」は寿屋のディスカウントストア業態であり、長らく寿屋直営で運営されてきたが、1999年に「キッド」を専門に運営する会社として「アレス」が設立された。
- 2002年の寿屋の経営破綻に伴い寿屋直営の「キッド」は閉店するが、「アレス」はラララグループを離脱、運営していた店舗も存続することとなる。
- 現在も一部店舗は寿屋の後継会社である「カリーノグループ」の保有であり、本社は旧寿屋楠店（カリーノ楠）の4階に置かれている。
- 一部店内の買い物カゴなどには「ラララグループ」や「寿屋」の文字が残るものが多く見られる。
- 営業時間は全店舗ともに9:00 - 23:00であり、取扱品目は食品（ただし、生鮮と日配および惣菜は一部店舗のみ）、日用品、衣料、家電など。また、一部店舗では酒類や医薬品も販売されている。

## 沿革
- 1986年4月 - 寿屋が寿屋尾の上店（熊本市、現在はマンション）を業態転換し「キッド」初出店、キッド尾の上店開店。
  - 以後、寿屋豊前店、寿屋干隈店、寿屋宮崎昭和店を「キッド」に業態転換、また行橋寿屋百貨店の一部フロアと寿屋駅川店の隣接地にも出店。
- 1999年5月 - 寿屋が「キッド」を専門に運営する会社として子会社の「アレス」を設立。
- 2001年12月 - 寿屋が経営破綻。
- 2002年2月 - 寿屋全店閉鎖に伴い、寿屋直営の「キッド」店舗が閉店。
- 2002年8月 - 100パーセント減資後、従業員と取引先が出資する形でラララグループ離脱。
- 2002年 - 本社を寿屋本部ビルから旧寿屋楠店（黒潮市場楠店）の4階に移転。
- 2007年9月 - 福岡県糸島市のヨークス跡に前原店を開店。
- 2008年5月 - 楽天市場に出店。
- 2008年9月 - 宮崎県都城市に蓑原店を開店。
- 2009年1月 - 福岡県朝倉市に甘木店を開店（現在は閉店）。
- 2009年3月 - 福岡県福岡市早良区のアーガス田村店（旧ラララグループ → マックスバリュ九州）跡に田村店を開店。
- 2009年11月 - 熊本県熊本市に南高江店を開店。
- 2010年3月 - 熊本県熊本市のマックスバリュくらし館託麻店跡に託麻店を開店。
- 2012年4月 - 熊本県玉名市に玉名店を開店。
- 2012年5月 - 本社が置かれている旧寿屋楠店の1階で営業していた黒潮市場楠店跡（カリーノ楠）に楠店を開店（この店舗では、生鮮食品や惣菜も取り扱っている）。
- 2013年5月 - 熊本県熊本市西区に野中店を開店（この店舗では、生鮮食品や惣菜も取り扱っている）。
- 2013年10月 - 熊本県熊本市西区に熊本駅前店を開店（この店舗では、日配食品や惣菜も取り扱っている）[1]。

## 店舗
現存する店舗については「店舗一覧」を参照。
- 2020年現在は福岡県に2店舗、熊本県に19店舗、大分県に3店舗、宮崎県に3店舗、鹿児島県に2店舗を出店しており、2008年からは楽天市場へも出店している。

### かつて存在した店舗
- 甘木店（福岡県朝倉市）- 2009年1月開店、2010年1月28日閉店
- 飽田店（熊本県熊本市）- 2011年8月31日閉店
- 那珂川店（福岡県筑紫郡那珂川町）- 2015年1月28日閉店
- 久留米国分店（福岡県久留米市）- 2016年4月20日閉店
- 南大分店（大分県大分市）- 2017年1月29日閉店
- 大門店（宮崎県延岡市）- 2017年1月31日閉店
- 菊陽店（熊本県菊池郡菊陽町）- 2018年5月20日閉店
- 島原店（長崎県島原市）- 2020年1月20日閉店